# 1891 dans le catholicisme
Chronologie du catholicisme
- 1887
- 1888
- 1889
- 1890
- 1891
- 1892
- 1893
- 1894
- 1895

Cet article présente les faits marquants de l'année 1891 dans le catholicisme.

## Évènements
- 15 mai : Publication de l'Encyclique Rerum novarum du pape Léon XIII.
- 1er juin : Création de 2 cardinaux par Léon XIII
- 14 décembre : Création de 2 cardinaux par Léon XIII

## Naissances
- 13 janvier : Bienheureux Miguel Agustin Pro, prêtre jésuite et martyr mexicain († 23 novembre 1927)
- 18 janvier : Saint Justin Russolillo, prêtre italien, fondateur des vocationnistes et des Sœurs des divines vocations († 2 août 1955)
- 26 janvier : 
  - August Froehlich, prêtre allemand, opposant au nazisme mort à Dachau († 22 juin 1942)
  - Charles Journet, cardinal et théologien suisse, précédemment archevêque titulaire de Furnos Minor (de) († 15 avril 1975)
- 28 janvier : Camille Melloy, prêtre et poète belge († 1er novembre 1941)
- 16 février : Pietro Parente, cardinal italien de la Curie, précédemment archevêque titulaire de Ptolémaïde-en-Thébaïde (de) († 29 décembre 1986)
- 23 février : Bienheureuse Enrichetta Alfieri, religieuse italienne († 23 novembre 1951)
- 1er mars : Bienheureux Alphonse-Marie du Saint-Esprit, prêtre carme et martyr polonais du nazisme († 28 août 1944)
- 1er avril : Bienheureux Augustin Thevarparampil, prêtre indien de rite syro-malabar, "Apôtre des intouchables" († 16 octobre 1973)
- 5 avril : Bienheureuse Laura Vicuña, jeune fille chilienne († 22 janvier 1904)
- 22 avril : Carlo Margotti, prélat italien, archevêque de Gorizia († 31 juillet 1951)
- 30 avril : James Edward Walsh, prélat et missionnaire américain, vicaire apostolique de Kong Moon et évêque titulaire de Sata (de) († 29 juillet 1981)
- 3 juin : Jacques Leclercq, prêtre, théologien et enseignant belge († 16 juillet 1971)
- 9 juillet : John Roderick MacDonald, prélat canadien, évêque d'Antigonish († 18 décembre 1959)
- 14 juillet : Karl Morgenschweis, prêtre allemand, aumônier des prisons († 8 octobre 1968)
- 16 juillet : Jean-Joseph Brierre-Narbonne, prêtre et exégète français († 23 janvier 1980)
- 2 août : Bienheureuse Irene Stefani, religieuse italienne, missionnaire au Kenya († 31 octobre 1930)
- 7 août : Joseph Thomas Delos, prêtre dominicain, docteur en droit, théologien et sociologue français († 24 janvier 1974)
- 9 août : Joseph-Marie Martin, cardinal français, archevêque de Rouen († 21 janvier 1976)
- 25 septembre : Bienheureux Jean-Marie de la Croix García Méndez, prêtre et martyr espagnol († 24 août 1936)
- 12 octobre : Sainte Edith Stein, religieuse carmélite allemande, philosophe et théologienne convertie du judaïsme assassinée à Auschwitz († 9 août 1942)
- 16 octobre : Józef Andrasz, prêtre jésuite et écrivain polonais, directeur spirituel de Faustine Kowalska († 1er février 1963)
- 24 octobre : 
  - Tharcise Cherrier, prêtre franciscain et poète français († 7 juillet 1954)
  - Georges Guérin, prêtre et résistant français, cofondateur de la Jeunesse ouvrière chrétienne († 15 mars 1972)
- 25 octobre : Charles Coughlin, prêtre et télévangéliste canado-américain († 27 octobre 1979)
- 28 octobre : Giacomo Lercaro, cardinal italien, archevêque de Bologne († 18 octobre 1976)
- 7 novembre : Luis Concha Córdoba, cardinal colombien, archevêque de Bogotá († 18 septembre 1975)
- 8 novembre : Régis Jolivet, prêtre et philosophe français († 4 août 1966)
- 25 novembre : Honoré Van Waeyenbergh, prélat belge, évêque auxiliaire de Malines-Bruxelles et évêque titulaire de Gilba (de) († 19 juillet 1971)
- 5 décembre : André Cikoto, prêtre polono-biélorusse, victime du goulag, serviteur de Dieu († 13 février 1952)

## Décès
- 1er janvier : Antonio Stoppani, prêtre, géologue et paléontologue italien (° 15 août 1824)
- 4 janvier : Antoine Labelle, prêtre et colonisateur canadien (° 24 novembre 1833)
- 23 janvier : János Simor, cardinal hongrois, archevêque d'Esztergom (° 23 août 1813)
- 30 janvier : Carlo Cristofori, cardinal italien de la Curie (° 5 janvier 1813)
- 4 février : Pelagio Antonio de Labastida y Dávalos, prélat mexicain, archevêque de Mexico (° 21 mars 1816)
- 16 février : Goulven Morvan, prêtre et écrivain français (° 12 décembre 1819)
- 19 février : Josip Mihalović, cardinal croate, archevêque de Zagreb (° 14 octobre 1806)
- 24 février : Bienheureux Thomas-Marie Fusco, prêtre italien, fondateur des Filles de la charité du Très Précieux Sang (° 1er décembre 1831)
- 25 mars : Armand-François-Marie de Charbonnel, prélat et missionnaire français, évêque de Toronto (° 1er décembre 1802)
- 10 avril : Joseph-Marie Timon-David, prêtre et éducateur français, fondateur de la Congrégation du Sacré-Cœur (° 29 janvier 1823)
- 16 mai : Benjamin Baduel, prélat français, évêque de Saint-Flour (° 6 décembre 1818)
- 17 mai : Alexandre-Léopold Sebaux, prélat français, évêque d'Angoulême (° 7 juillet 1820)
- 30 mai : Gaetano Alimonda, cardinal italien, archevêque de Turin (° 23 octobre 1818)
- Juillet : Gaudentius Rossi, prêtre passionniste, prédicateur, missionnaire et écrivain italien, fondateur des Sœurs de la Sainte Croix et de la Passion (° 10 mai 1817)
- 4 juillet : Lajos Haynald, cardinal hongrois, archevêque de Kalocsa (° 3 octobre 1816)
- 10 août : Antonio Maria Buhagiar, prélat grec, diplomate du Saint-Siège et archevêque titulaire de Ruspæ (de) (° 19 novembre 1846)
- 5 septembre : Lan Inisan, prêtre français, écrivain en langue bretonne (° 29 novembre 1826)
- 9 septembre : Étienne Jaussen, prélat et missionnaire français, vicaire apostolique de Tahiti et évêque titulaire d'Axieri (de) (° 2 avril 1815)
- 15 septembre : Luigi Rotelli, cardinal italien, diplomate du Saint-Siège et archevêque titulaire de Pharsalus (de) (° 26 juillet 1833)
- 30 septembre : Adam-Charles-Gustave Desmazures, prêtre et écrivain canadien (° 15 janvier 1818)
- 26 octobre : Annet-Théophile Pinchon, prélat français, missionnaire en Chine (° 7 janvier 1814)
- 28 octobre : Désiré-Joseph Dennel, prélat français, évêque d'Arras (° 7 mai 1822)
- 15 novembre : Victor-Félix Bernadou, cardinal français, archevêque de Sens-Auxerre (° 25 juin 1816)
- 24 novembre : Bienheureuse Marie Anne Sala, religieuse et enseignante italienne (° 21 avril 1829)
- 8 décembre : Mar Ignace George V Chelhot, patriarche de l'Église catholique syriaque (° 15 octobre 1818)
- 23 décembre : Charles-Émile Freppel, prélat et homme politique français, évêque d'Angers, fondateur de l'Université catholique de l'Ouest (° 1er juin 1827)
- 25 décembre : Miguel Payá y Rico, cardinal espagnol, archevêque de Tolède et patriarche des Indes occidentales (° 20 décembre 1811)
- 31 décembre : Domenico Agostini, cardinal italien, patriarche de Venise (° 31 mai 1825)